# ミス・ワールド1951
ミス・ワールド1951（第1回ミス・ワールド決勝）は、1951年7月29日、ロンドンのリセウム・ボールルーム（現リセウム・シアター）で開催された。英国および国外（5か国5人）計26人が参加したが、うち10人については名前の記録が残っていない。スウェーデンのキキ・ホーカンソンが優勝。

## 入賞者
| 最終結果        | 名前                                |
| --------------- | ----------------------------------- |
| Miss World 1951 | - スウェーデン – キキ・ホーカンソン |
| 1st Runner-up   | - 英国 – Laura Ellison-Davies       |
| 2nd Runner-up   | - 英国 – Doreen Dawne               |
| 3rd Runner-up   | - オランダ – Sabine Aime di Angelo  |
| 4th Runner-up   | - 英国 – Aileen P. Chase            |

備考：オランダのSabine Aime di Angeloについて、氏名不詳とするソースもあるが、ここではに従う。

## 参加者
| 国           | 名前                  |
| ------------ | --------------------- |
| 英国         | Pat Cameron           |
| 英国         | Aileen P. Chase       |
| 英国         | Fay Cotton            |
| 英国         | Laura Ellison-Davies  |
| 英国         | Doreen Dawne          |
| 英国         | Marlene Ann Dee       |
| 英国         | Brenda Mee            |
| 英国         | Elayne Pryce          |
| 英国         | Sidney Walker         |
| 英国         | Nina Way              |
| 英国         | Ann Rosemary West     |
| デンマーク   | Lily Jacobson         |
| フランス     | Jacqueline Lemoine    |
| オランダ     | Sabine Aime di Angelo |
| スウェーデン | キキ・ホーカンソン    |
| 米国         | Annette Gibson        |

## その他
第1回のミス・ワールド決勝は、正確に言うとそのような名称ではない。
小規模な仕出しとレジャー産業のグループ・Meccaの広報・販売部長であるエリック・モーリー（Eric Morley）は、ある日取締役に呼ばれ、来るべきFestival of Britainにお色気と華やかさを添えたいと言われた。モーリーは、1946年フランス人エンジニアLouis Réardによって発明されたビキニのミスコンを提案した。名付けてFestival Bikini Contest。
モーリーは1949年、BBCに”Come Dancing”を提案し、ビンゴ・ホールの経営者として
ビンゴの普及に尽力した人物としても知られる。
キキ・ホーカンソンが1000ポンドの賞金をもらい、イベントは成功裏に幕を閉じた。タブロイドは好奇心たっぷりに「ミス・ワールド」の名でこのイベントを報じた。翌年、米国でミス・ユニバースが始まった。モーリーはミス・ワールドを毎年のイベントしようとメッカを説得した。モーリーはすぐに、ミス・ワールドという商標を登録した。
こうして正式に発足したミス・ワールドに関し、モーリーは次のように説明した。「ビキニを着れば少しくらいお尻が大きくとも（意訳）きれいに見える」。また、期待される参加者像についてこうも言っている「17歳から25歳。理想を言えば170cm, 50.8-57.2kg。ウエスト56-61、ヒップ89-91、超えていても足りなくてもいけない。愛らしいお顔、健康な歯並び、豊かな髪の毛、前も後ろも完ぺきな脚」。
ただし、ビキニに対して異論がなかったわけではない。教皇ピウス12世はビキニを不道徳と宣言した。スペイン、アイルランドその他、宗教的に保守的な国も代表を送らないと脅した。1952年、ビキニの審査は行わないと公式に決定し、キキ・ホーカンソンは「ビキニを着て戴冠した唯一のミス・ワールド」と呼ばれることとなる。また、ミスとしての任期475日は大会史上最長である。